# Lucious Jackson
Lucious Brown "Luke" Jackson, Jr., född 31 oktober 1941 i San Marcos, Texas, död 12 oktober 2022 i Houston, Texas, var en amerikansk basketspelare.
Jackson blev olympisk mästare i basket vid sommarspelen 1964 i Tokyo.

## Lag
- Philadelphia 76ers (1964–1972)